# Те-су-Водемон
Те-су-Водемо́н (фр. They-sous-Vaudemont) — коммуна во французском департаменте Мёрт и Мозель, региона Лотарингия. Относится к  кантону Везелиз.

## География
Те-су-Водемон расположен в 34 км к юу от Нанси. Соседние коммуны: Водемон на севере, Саксон-Сион на северо-востоке, Форсель-су-Гюнье на юго-востоке, Пюльне на юго-западе.

## Демография
Население коммуны на 2010 год составляло 13 человек.
| 1962 | 1968 | 1975 | 1982 | 1990 | 1999 | 2010 |
| ---- | ---- | ---- | ---- | ---- | ---- | ---- |
| 13   | 14   | 13   | 13   | 11   | 11   | 13   |